# Buchnera ternifolia
Buchnera ternifolia är en snyltrotsväxtart som beskrevs av Carl Sigismund Kunth. Buchnera ternifolia ingår i släktet Buchnera och familjen snyltrotsväxter. Inga underarter finns listade i Catalogue of Life.